# Addaxantilop
Addaxantilop eller mendesantilop (Addax nasomaculatus) är ett slidhornsdjur som tillhör underfamiljen gräsätande antiloper. Djuret är ensam i släktet Addax.

## Utbredning
Arten hade tidigare ett stort utbredningsområde som omfattade hela Sahara men förekommer idag bara i mindre regioner i Niger. Vandrande exemplar observerades dessutom i Mauretanien, Mali och Tchad. Addaxantilopen har bra förmåga att anpassa sig till Saharas olika landskap med undantag av höga bergstrakter. Den levde ursprungligen i områden med sanddyner, på större slätter samt i dalgångar av floder som tidvis torkar ut (wadi). Under vandringar når den Sahelzonen med rikligare växtlighet.

## Utseende

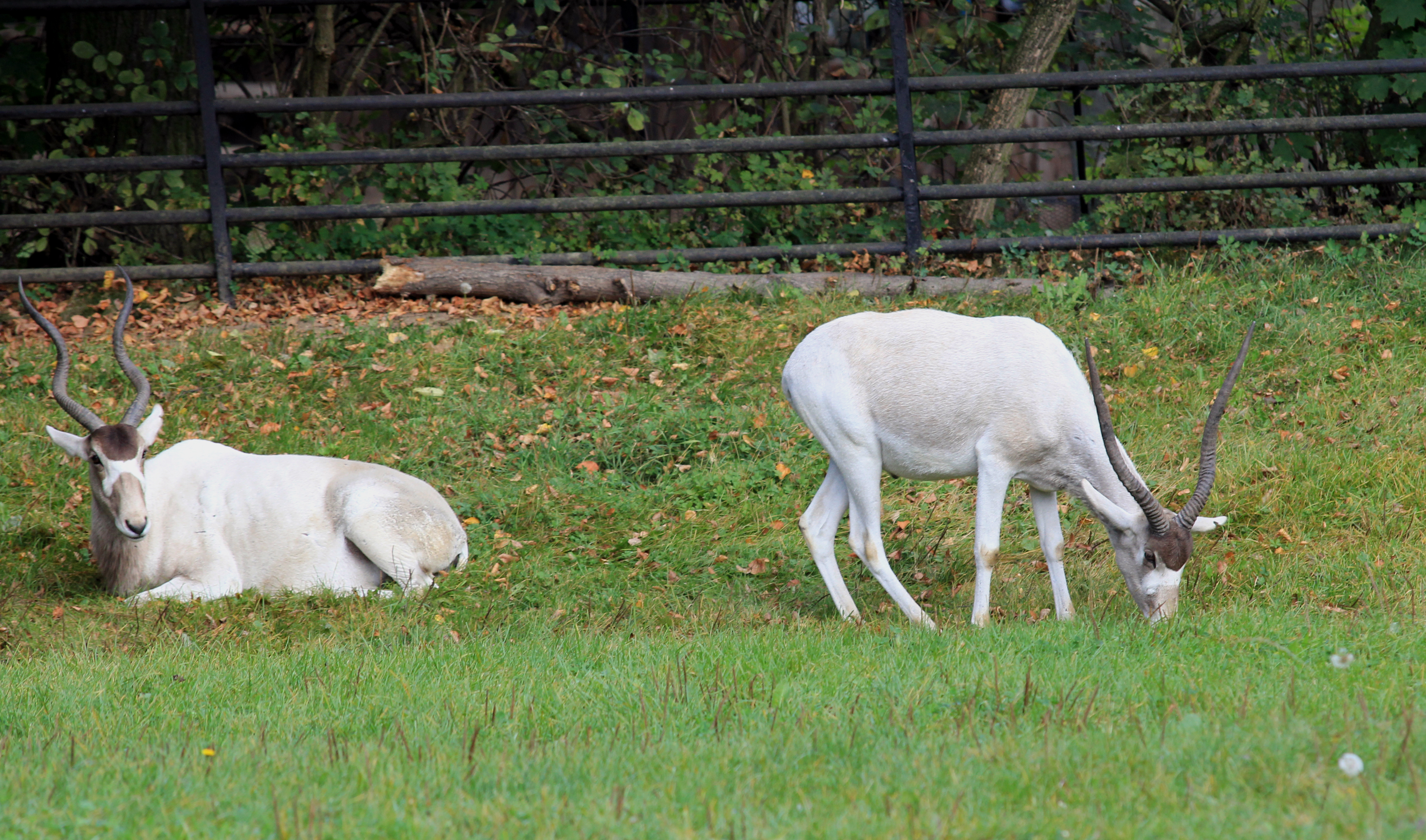
Individer i Prags zoo.

Hannar är med en kroppslängd (huvud och bål) av 160 till 170 cm, en svanslängd av cirka 35 cm och en vikt av 100 till 125 kg lite större än honor. Exemplar av honkön blir cirka 155 cm långa (huvud och bål), har en 26 till 28 cm lång svans och väger ungefär 82 kg. Arten har 9,5 till 10 cm långa bakfötter och 17,5 till 20 cm stora öron. Djurets mankhöjd är 106 till 114 cm.
Med sin gulbruna till gulvita päls har djuret ett bra kamouflage i öknen. Pälsen bildas av korta hår och den är mörkare under vintern. Påfallande är en vit mönstring i ansiktet som har formen av ett X. Några hår på hjässan är svarta. På strupen förekommer längre hår som bildar ett skägg. Hos bägge kön finns horn som kan bli 60 till 109 centimeter långa hos hannar och 55 till 80 centimeter långa hos honor. Med sina breda klövar som dessutom kan spridas är de bra anpassade för att röra sig i öknens sand.

## Ekologi
Sitt behov av vatten får addaxantilopen genom födan. För att hitta gräs eller örter vandrar denna antilop längre sträckor. Dessutom äter arten blad från mindre buskar. Addaxantiloper lever i hjordar av omkring 20 individer som består av en dominant hane, flera honor samt deras ungar. Med undantag av alfahanen bestäms individens position i hierarkin efter djurets ålder. Hanarnas dominans minskade i samband med hela beståndets minskning. Unga hanar bildar vanligtvis egna flockar.
Hos exemplar som hölls i fångenskap kan honor vara brunstiga under alla årstider. Hos vilda addaxantiloper sker ungarnas födelse främst under senare vintern eller under våren. Dräktigheten varar i ungefär 8,5 månader och sedan föds allmänt en unge. Ungen diar sin mor cirka 3,5 månader. Könsmognaden infaller för honor efter cirka 1,5 år och för hanar efter 3 år. Några exemplar blev 19 år gamla.
För att föda sin unge uppsöker honan en grop i skydd av växtligheten. Ungen väger i början 5,0 till 8,6 kg. Den har beige pälsfärg med rödaktig skugga som ändras efter cirka ett år. Ungefär 3 till 4 dagar efter födelsen ansluter båda till flocken.
Vuxna exemplar är för stora för rovlevande djur som finns kvar i utbredningsområdet. Antagligen jagades de tidigare av lejon och leopard. Ungdjur kan falla offer för guldschakal, hyenor och afrikansk vildhund.

## Addaxantilopen och människor
Addaxantilopen jagas sedan länge av områdets befolkning för att få djurets kött och hud. Denna jakt var inte hotande för beståndet. Sedan uppkom jakt för nöjes skull och populationen minskade betydligt. I olika stater där arten ursprungligen levde pågick inbördeskrig som inte tog hänsyn till naturen. Ett ökande hot är petroleumindustrin. Idag finns bara 100 exemplar i Niger, 200 individer i Tchad och cirka 50 djur vid gränsen mellan Mauretanien och Mali. Av IUCN listas arten som akut hotad (CR). 1993 infördes en mindre hjord i Tunisien som ska etablera sig och ett liknande projekt pågår i Marocko. Dessutom finns ungefär 2000 individer i olika djurparker över hela jorden.
Addaxantilopen förekommer ofta på egyptiska teckningar på grund av att dessa djur hölls i inhägnader för att några skulle offras under ceremonier. Det är inte känt varifrån namnet "Addax" kommer men det antas att beteckningen har afrikanskt ursprung.